# Shahrestān di Kharameh
Lo shahrestān di Kharameh (farsi شهرستان خرامه) è uno dei 29 shahrestān della provincia di Fars, in Iran. Il capoluogo è Kherameh. Lo shahrestān è suddiviso in una circoscrizione (bakhsh): 
- Centrale (بخش مرکزی)